# بويقة سيانية
بويقة سيانية (الاسم العلمي: Boiga cyanea) (بالإنجليزية: Green Cat Snake)‏ هي نوع من الزواحف تتبع جنس البويقة من فصيلة الأحناش.